# Hendrik van Biburg
Hendrik van Biburg (Biburg, 11e eeuw – onbekende plaats, 28 maart 1084) was patriarch van Aquileia (1077-1084). Dit was in de middeleeuwen een prinsaartsbisdom in het Heilige Roomse Rijk gelegen in Noord-Italië. Als rijksbisschop was aartsbisschop Hendrik tevens hertog van Friuli, markgraaf van Istrië en markgraaf van Krain (Carniola).
Zijn rol in de Investituurstrijd bestond uit zijn grote steun aan keizer Hendrik IV in diens machtsstrijd tegen paus Gregorius VII.

## Namen

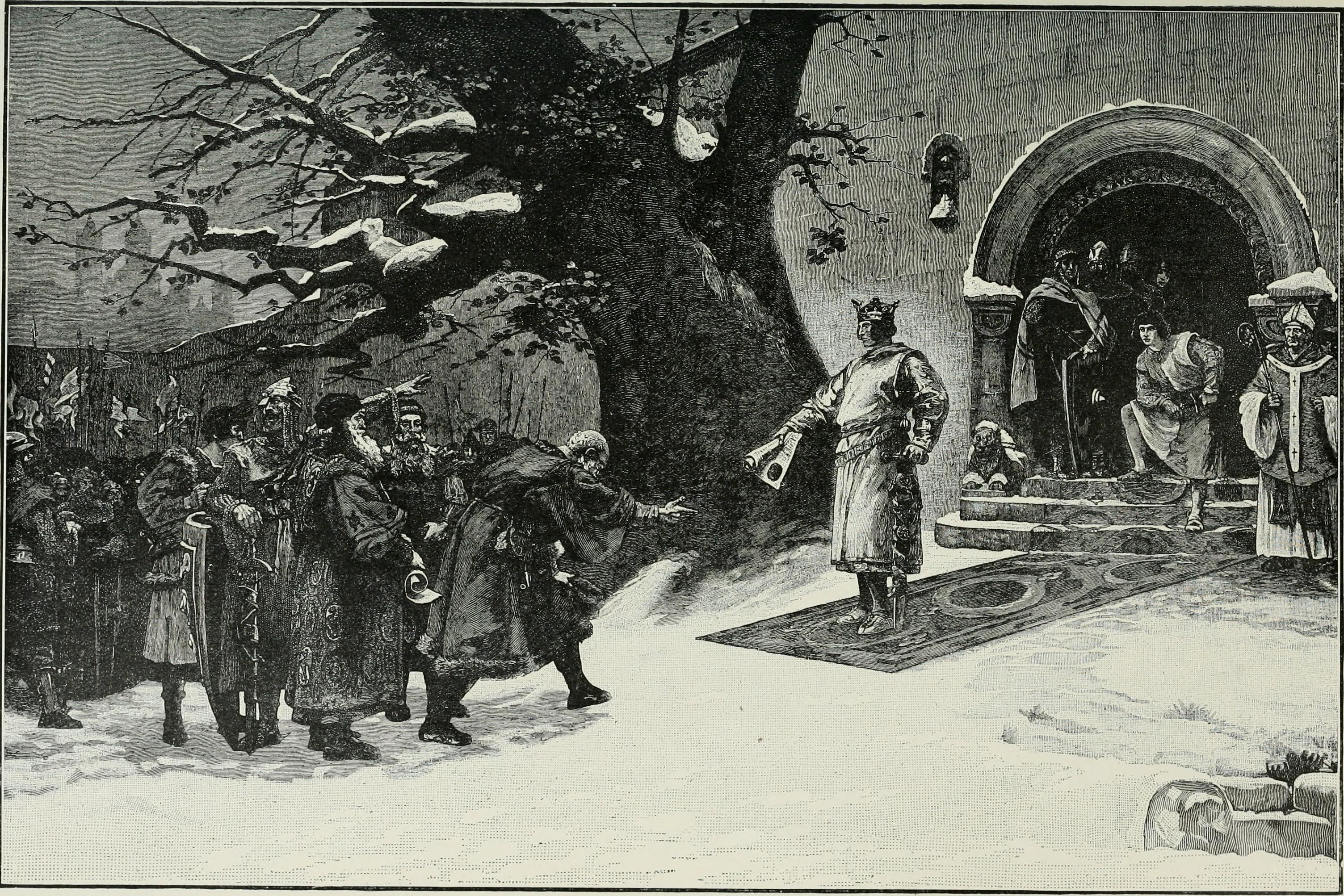
Hendrik IV, koning van Duitsland, met zijn hofhouding

Zijn naam in het Italiaans is Enrico di Biburg en in het Duits Heinrich von Biburg.

## Levensloop
Hendrik werd geboren in Biburg, nabij Abensberg in het hertogdom Beieren. Hij was verwant met de graven van Scheyern. In de kathedraal van Augsburg was hij kanunnik. Hendrik was bovendien een van de hofkapelaans van Hendrik IV, Rooms-Duits koning. Deze vorst was in een machtsstrijd verwikkeld met paus Gregorius VII. Een benoeming van een prinsaartsbisschop was dan ook een zaak van staatsbelang en pauselijke invloed. In september 1077 schonk koning Hendrik IV aan Hendrik van Biburg het prinsaartsbisdom Aquileia. Nochtans hadden de kanunniken van Aquileia in augustus 1077, bij het overlijden van de vorige patriarch Sigehard, hun eigen kandidaat gekozen. De koninklijke benoeming gebeurde op een hoogtepunt van de Investituurstrijd: in januari 1077 had Hendrik IV een boetetocht door de sneeuw gemaakt naar de paus in Canossa en sinds maart 1077 roerde tegenkoning Rudolf van Rheinfelden zich.
In 1079 zwoer Hendrik van Biburg trouw in Rome ten overstaan van de paus. Hendrik verdedigde zijn installatie in Aquileia in 1077. Paus Gregorius VII aanvaardde hem als aartsbisschop van Aquileia maar niet als patriarch. Koning Hendrik IV was ontstemd en ontnam hem (tijdelijk) de markgraafschappen Istrië en Krain.
Doch de eed van Hendrik van Biburg aan de paus was schijn. Hendrik leefde voor het grootste deel aan het hof van de Duitse koning in Beieren. Hij vocht met de koning tegen de tegenkoning Rudolf van Rheinfelden in de Slag van Flarcheim (januari 1080). Patriarch Hendrik en andere Italiaanse prinsen hadden kostbaarheden naar het slagveld gebracht: dure gewaden, specerijen, paarden, wapens, zilverwerk en gouden sieraden. De tegenkoning had met zijn troepen er veel van buit gemaakt. De strijd in Flarcheim was onbeslist. Nog in het jaar 1080 besliste de synode van Bressanone, op bevel van koning Hendrik IV, dat paus Gregorius VII was afgezet. Zij verkozen de tegenpaus Guiberto van Ravenna onder de naam Clemens III. De meeste bisschoppen op de keizerlijke synode waren Italiaanse bisschoppen, onder wie Hendrik van Biburg en zijn suffragaanbisschoppen, dus zijn onderhorige bisschoppen. Deze bisschoppen waren alle keizersgezind.
Patriarch Hendrik begeleidde Hendrik IV naar Rome. Hij deed dat enkele malen in de jaren 1081-1083. Hendrik werd beloond met de suffragaanbisdommen Triëst en Poreč (1082).
In 1084 overleed patriarch Hendrik van Biburg. Het was enkele dagen voor de kroning van keizer Hendrik IV door de tegenpaus Clemens III.